# Zaeeropsis godeffroyi
Zaeeropsis godeffroyi là một loài bọ cánh cứng trong họ Cerambycidae.